# Kotva u přívozu
Kotva u přívozu je československý film z roku 1980. Hlavní role zde ztvárnili Miroslav Vladyka v roli pubertálního syna, Jana Šulcová v roli matky hlasatelky a Petr Haničinec v roli typického českého táty (gaučového typa). Snímek má 90 minut a ve vedlejších rolích v něm účinkují Vida Skalská a Daniela Kolářová. Film natočila Marie Poledňáková a jedná se o film televizní.

## Obsazení
| Jana Šulcová     | televizní hlasatelka Magda      |
| Petr Haničinec   | meteorolog Vojta, Magdin manžel |
| Miroslav Vladyka | Ondra, Magdin syn               |
| Vida Skalská     | Vendula, Ondřejova dívka        |
| Ladislav Pešek   | hlídač Brandejs                 |
| Jan Kačer        | doktor                          |
| Daniela Kolářová | Soňa                            |
| Věra Galatíková  | Berta                           |
| Martin Štěpánek  | televizní režisér               |
| Jiří Krampol     | televizní střihač               |
| Vladimír Krška   |                                 |
| Alfred Strejček  | recitace veršů (pouze hlas)     |

## Tvůrci a štáb
- Scénář: Marie Poledňáková
- Dramaturgie: Jana Dudková
- Režie: Marie Poledňáková
- Verše: Ivan Skála
- Hlavní kameraman: Petr Polák
- Hudba: Václav Zahradník
- Nahrál: Filmový symfonický orchestr (řídil Štěpán Koníček)
- Zvuk: Jiří Kejř
- Střih: Karel Kohout
- Vedoucí produkce: Josef Císař
- Výtvarník dekorací: Oldřich Bosák
- Výtvarník kostýmů: Jarmila Konečná
- Kostýmy: Helena Vondrušková
- Výprava: Karel Kočí
- Pomocná režie: Helena Rohanová
- II. kameraman: Jan Kváča
- Umělecký maskér: Jaroslav Čermák
- Zástupci výroby: Jaroslava Pražská, Bohdal Kysil

## Technické údaje
- Premiéra: 24. prosinec 1980 (I. program Československé televize)
- Výroba: Československá televize Praha, Hlavní redakce dramatického vysílání, 1980, ve Filmovém studiu Barrandov a ve Filmových laboratořích Barrandov
- Vyrobeno ve spolupráci s řídícím odbavovacím pracovištěm programu ČST a Ústřední redakcí Televizních novin
- Barva: barevný
- Jazyk: čeština
- Délka: cca 90 minut